# أليكس توبين
أليكس توبين (بالإنجليزية: Alex Tobin)‏ هو مدرب كرة قدم ولاعب كرة قدم أسترالي في مركز قلب الدفاع، ولد في 3 نوفمبر 1965 في أديلايد في أستراليا. شارك مع منتخب أستراليا تحت 20 سنة لكرة القدم ومنتخب أستراليا لكرة القدم. أما مع النوادي، فقد لعب مع أديلايد سيتي.

## وصلات خارجية
- أليكس توبين على موقع الاتحاد الدولي (مؤرشف)  (الإنجليزية)
- أليكس توبين على موقع قاعدة بيانات كرة القدم.إي يو (الإنجليزية)
- أليكس توبين على موقع ناشيونال فوتبول تيمز (الإنجليزية)
- أليكس توبين على موقع اللجنة الأولمبية الدولية (الإنجليزية)
- أليكس توبين على موقع أوليمبيديا (الإنجليزية)
- أليكس توبين على موقع اللجنة الأولمبية الأسترالية (الإنجليزية)